# 31e brigade d'assaut aéroporté de la Garde
Pour les articles homonymes, voir 31e brigade.
La 31e brigade d'assaut aéroporté de la Garde (en russe : 31-я гвардейская десантно-штурмовая бригада, abrégé en russe : 31 гв. одшбр) de son nom complet la 31e brigade d'assaut aéroporté de la Garde de l'ordre de Koutouzov de 2e classe (en russe : 31-я отдельная гвардейская десантно-штурмовая ордена Кутузова второй степени бригада) est une brigade d'infanterie aéroportée des troupes aéroportées russes, basée à Oulianovsk (no d'unité 73612).
La brigade est formée en 1998 à partir de la 104e division aéroportée de la Garde. La brigade prend part à la seconde guerre de Tchétchénie et la guerre russo-géorgienne. Lors de la crise de Crimée en 2014, des éléments de la brigade entrent dans la péninsule ukrainienne de Crimée. En août 2014, les unités de la brigade participent à la guerre dans le Donbass, puis à l'invasion russe de l'Ukraine à partir de 2022, notamment lors de la bataille de l'aéroport de Hostomel au cours de laquelle elle subit de lourdes pertes,.

## Histoire
La brigade est créée à la suite du démantèlement de la 104e division aéroportée de la Garde en 1998 à Oulianovsk. Entre 1999 et 2001, la brigade combat dans la seconde guerre de Tchétchénie. Pour leurs actions pendant la guerre, les lieutenants supérieurs Grigory Galkine et Roman Igochine ont reçu le titre de héros de la fédération de Russie (Igochine à titre posthume). Depuis 2005, la brigade utilise un système de dotation en personnel contractuel. Le 1er décembre 2006, elle est renommée brigade d'assaut aérien. Un groupe tactique de bataillon de la brigade combat dans la guerre russo-géorgienne en 2008.
Un monument en honneur du général d'armée Vassili Marguelov est inauguré à la base de la brigade à Oulianovsk. En avril 2010, le commandant Vladimir Chamanov visite la brigade et suit les exercices tactiques de son bataillon.
La brigade faisait partie de la force de réaction rapide collective à partir de 2013.
En février 2014, des éléments de la brigade sont envoyés en Crimée. Les troupes de la brigade attaquent le bâtiment du parlement de Crimée, portant des uniformes et des insignes de la police ukrainienne « Berkout ».
En août 2014, les unités de la brigade combattent lors du siège d'Ilovaïsk. Le 26 août, une colonne d'unités mixtes de la 8e brigade de montagne et de la 31e brigade d'assaut aérien est prise en embuscade par une escouade d'artillerie antichar ukrainienne de la 51e brigade mécanisée près du village de Mnohopillya. Deux soldats de la 31e brigade sont capturés : Rouslan Akhmetov et Arseniy Ilmitov,,. Lors d'une tentative de sauvetage, une autre unité de la 31e brigade est prise en embuscade. Nikolaï Kozlov, un parachutiste qui a participé à la prise de contrôle du bâtiment du parlement de Crimée en février, perd sa jambe dans l'opération. Après la publication d'une enquête par les médias russes « RBK », dans laquelle ils supposent qu'Akhmetov et Ilmitov ont été tués dans la bataille d'Ilovaïsk, les médias notoires « Lifenews » tournent un reportage télévisé, où ils visitent la garnison de la brigade à Oulianovsk et parlent aux deux soldats vivants, prouvant au passage leur carrière dans les forces armées russes,.
Lors du retrait des forces ukrainiennes d'Ilovaïsk le 29 août, les combattants du bataillon Donbass capturent deux soldats de la 31e brigade près du village de Chervonosilske : Nikita Terskikh et Euguen Sardaryan, ainsi que des soldats de la 6e brigade blindée russe.
Le 4 juin 2015, TASS cite un responsable anonyme affirmant que la 104e division aéroportée de la Garde sera réformée à partir de la brigade.

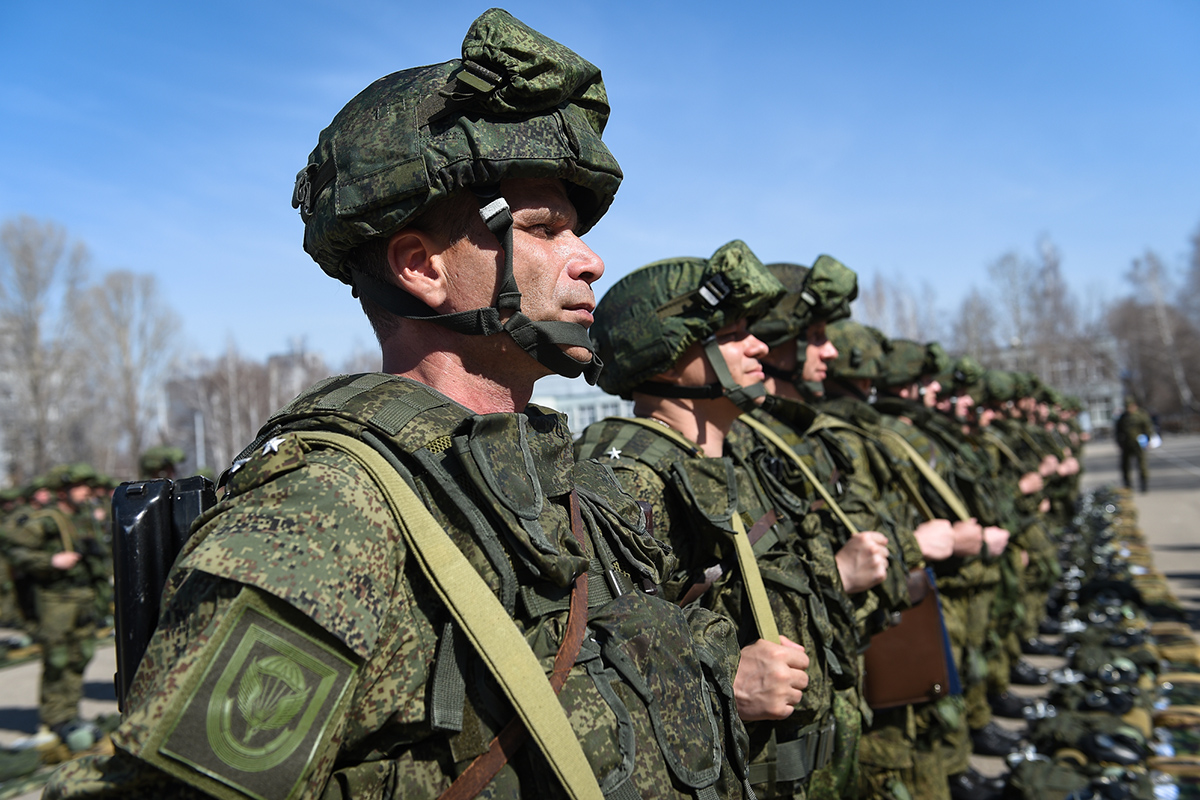
La 31e brigade aéroportée est passée en revue dans le cadre du contrôle d'alerte élevée des forces aéroportées.

En mars 2016, la brigade se déplace temporairement de sa base d'Oulianovsk à Orenbourg lors d'exercices de préparation instantanés.
La brigade est déployée en Biélorussie en préparation de l'invasion russe de l'Ukraine, qui commence le 24 février 2022. Les soldats de la brigade embarquent à bord d'hélicoptères ce matin-là, apparemment pour des exercices. Une fois en vol, ils sont informés du début de la guerre avec l'Ukraine et reçoivent leur objectif de mener un assaut aérien surprise qui entame la bataille de l'aéroport de Hostomel près de la capitale ukrainienne de Kiev. La brigade prend rapidement le contrôle de l'aérodrome, mais les renforts russes sont repoussés par les tirs antiaériens ukrainiens. Face à des contre-attaques au cours desquelles au moins 34 soldats de la brigade sont tués, la 31e est ensuite engagée dans la bataille d'Hostomel et subit des pertes importantes, dont le commandant de brigade, le colonel Sergueï Karassev, et les commandants de bataillon, le major Alexeï Oskine et le lieutenant-colonel Denis Yaguidarov. Le 3e régiment des forces spéciales et le 10e détachement spécial menèrent notamment une embuscade sur une colonne de la 31e brigade le 3 mars 2022, détruisant ou s'emparant neuf véhicules dont 3 blindés BMD-2, 3 BMD-4, 2 BTR-MD et un BTR-D dans la rue Buchanske.
Après la retraite russe de l'oblast de Kiev le 1er avril, les restes de la brigade sont redéployés dans l'est de l'Ukraine pour la bataille d'Izioum puis participent à la bataille de Sievierodonetsk. La 31e brigade participe à la contre-offensive ukrainienne de 2023. En septembre 2023, le commandant de la brigade, le colonel Andreï Kondrashkine, est tué près du village d'Andriïvka.

## Composition

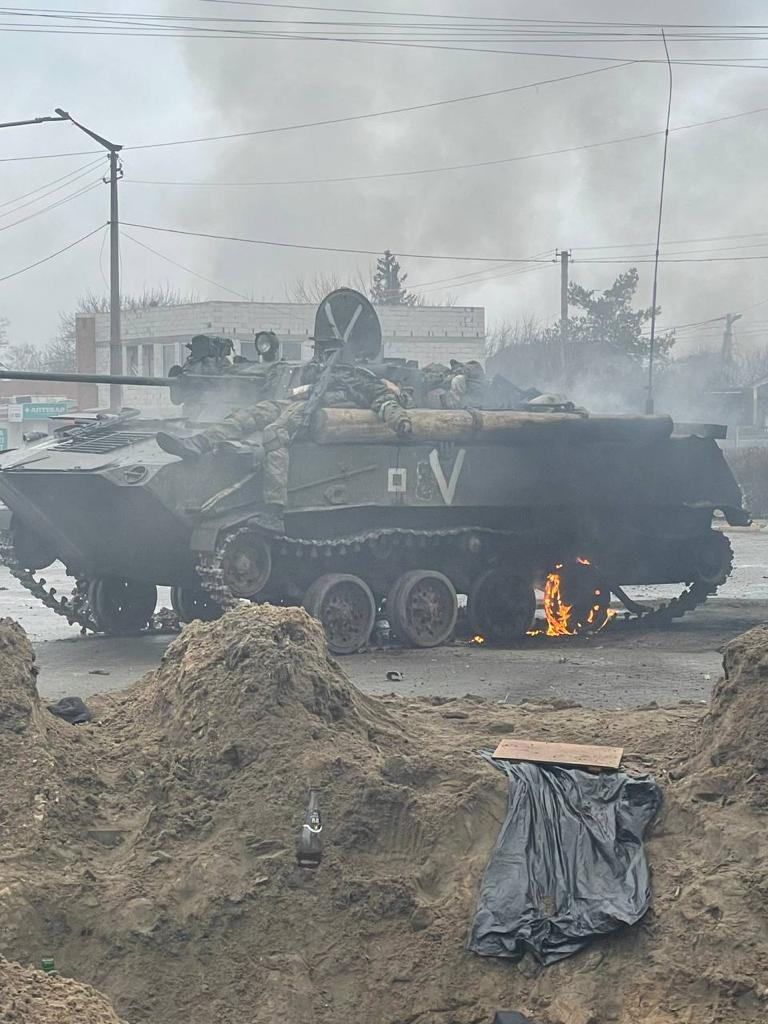
Un BMD-2 de la 31e brigade d'assaut aérien de la Garde endommagé lors de la bataille de Hostomel en mars 2022.

À partir de 2021, les unités de la brigade comprennent :
- Deux bataillons d'assaut aérien
- Un bataillon aéroporté
- Un bataillon de reconnaissance
- Une compagnie de chars
- Une compagnie de tireurs d'élite
- Un bataillon d'obusiers
- Un bataillon d'artillerie automoteur
- Une batterie antichar
- Une batterie de défense aérienne[27]

## Commandants
- Major général Vadim Orlov (1998 – 2000)
- Colonel Sergueï Yevguenievitch Kapoustine (2000 – 2002)
- Colonel Nikolaï Sergueïevitch Nikoulnikov (2002 – 2005)
- Colonel Vladimir Anatolyevitch Kotchetkov (2005 – 2007)
- Sergueï Nikolaïevitch Volyk (2007 – 2008)
- Alexeï Nikolaïevitch Ragozine (2008 – 2010)
- Colonel Dmitry Valeryevitch Glouchenkov (2010 – 2012)
- Colonel Guennady Vladimirovitch Anachkine (2012 – 2014)
- Colonel Dmitri Sergueïevitch Ovcharov (2014 – 2017)
- Andreï Vassilievitch Stessev (2017 – 2019)
- Viktor Igorevitch Gounaza (2019 – 2020)
- Vladimir Viatcheslavovitch Selivyorstov (2020 – 2021)
- Colonel Sergueï Karassev (juillet 2021 – † 11 mars 2022)
- Colonel Andreï « Dounaï » Kondrashkine (2022 – † 17 septembre 2023)

## Galerie

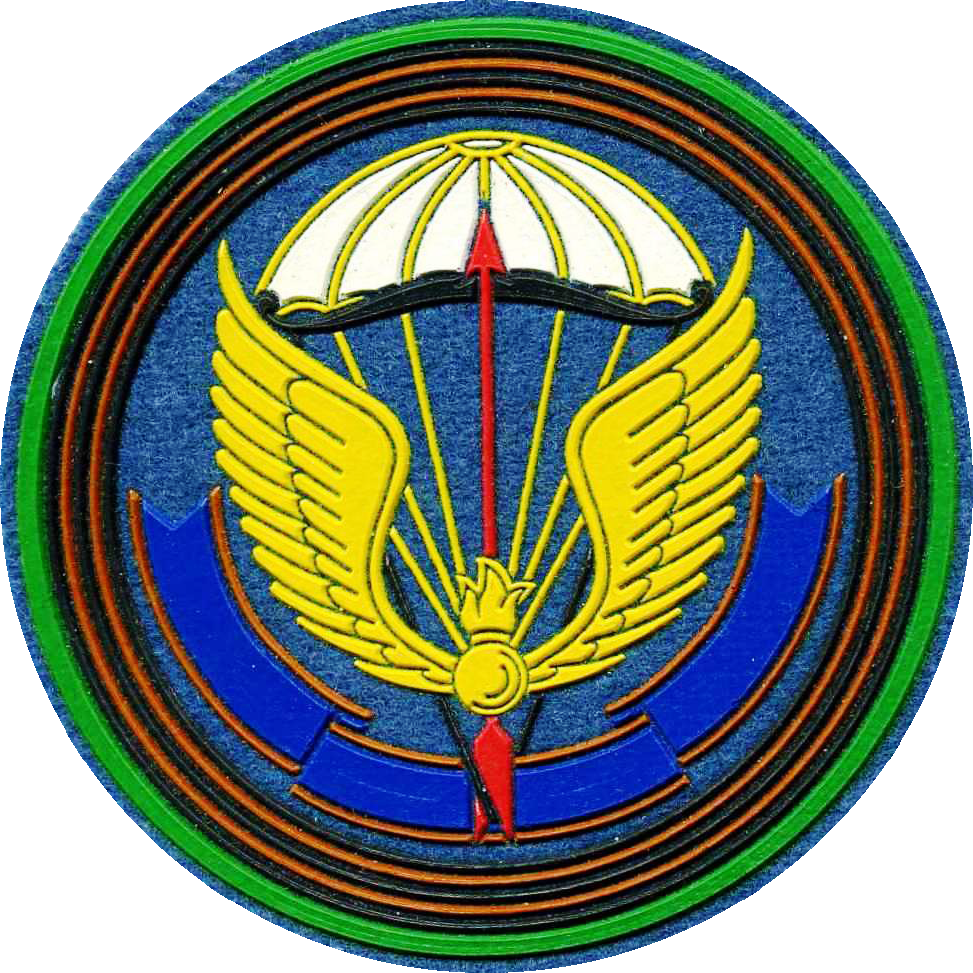
Insigne de manche de la brigade (depuis 2006)
Insigne de manche de la brigade (jusqu'en 2006)
Insigne de manche de la brigade (actuel)